# Lluís Maria Todó
Lluís Maria Todó (Barcelona, 25 de febrero de 1950) es un profesor universitario, escritor, crítico literario y traductor español. 

## Biografía
Lluís Maria Todó cursó filología francesa en las universidades de Pau, París y Barcelona, donde se doctoró en el año 1981. En septiembre de 1975 comenzó su carrera como docente en el centro que en aquel momento era la delegación de Lérida de la Universidad de Barcelona, donde se encargaba de las asignaturas de lengua y literatura francesa. Al año siguiente, 1976, se incorporó a la Facultad de Filología de la Universidad de Barcelona, donde impartió, hasta 1993, diversas asignaturas relacionadas con la literatura francesa y la teoría literaria, con la excepción del curso 1980-1981, durante el cual residió en Atenas ejerciendo como profesor de lengua y cultura española en el centro cultural de la Embajada de España. En enero de 1981 se doctoró en la UB con una tesis sobre el novelista francés del siglo XII Chrétien de Troyes. En 1993 entró como profesor titiular en la Facultad de Traducción e Interpretación de la recientemente fundada Universidad Pompeu Fabra. En el año 2010 fue nombrado profesor emérito de dicha universidad.
Ha colaborado regularmente en la prensa escrita de Barcelona: durante años ejerció como crítico musical y literario en el periódico La Vanguardia, y posteriormente, escribió crónicas en las ediciones catalanas de los periódicos El País y El Mundo.
Fue fundador y codirector de las colecciones Súnion y Biblioteca Pompeu Fabra, unas iniciativas de coedición entre Ediciones Destino y la UPF, especializadas en la traducción de los clásicos universales al catalán.
Como traductor literario, se inició muy pronto en la versión de libros, sobre todo del francés, al español y al catalán. Su primera traducción en este ámbito fue la de la novela francesa Casse Cash, de Klotz, editada en la Serie Negra, Laia, en 1973. Continuó con numerosas traducciones de libros de todos los géneros y, durante la década de los 80, de películas y series para la televisión catalana (TV3).
Su carrera como novelista comenzó en el año 1992 con la publicación de la novela El plaers ficticis (cuya versión al castellano, Los placeres ficticios, llegó un año más tarde), que fue muy bien recibida por la crítica. En el año 2006 se le otorgó el Premio Josep Pla por su novela El mal francès (versión castellana: El mal francés, 2009). De casi todas sus novelas, escritas originalmente en catalán, el autor hizo la versión castellana.
Ha publicado numerosos escritos sobre literatura francesa y europea, y sobre diversos aspecto de la traducción. Merece ser destacado el libro El simbolismo, del año 1987, un estudio sobre la poesía simbolista europea. Ha impartido conferencias sobre literatura francesa y traducción, y sobre sus propios libros, y ha participado en numerosos congresos y foros nacionales e internacionales sobre temas de su especialidad.
Ocupó el cargo de vicepresidente de ACEC (Asociciación Colegial de Escritores de Cataluña), y participó como miembro del Grupo de Trabajo sobre Enseñanza de la Traducción Literaria de CEATL (Consejo Europeo de Asociaciones de Traductores Literarios) colaborando en la redacción del documento sobre la enseñanza de la traducción literaria en Europa.

## Obras originales
- 1991: Els plaers ficticis (versión castellana: Placeres ficticios, 1993).
- 1994: El joc del mentider (versión castellana: El juego del mentiroso, 1993).
- 1997: L'adoració perpètua (versión castellana: La adoración perpetua, 1999).
- 2001: El cant dels adéus.
- 2002: Carta a un adolescent gai.
- 2003: Isaac i els dubtes (versión castellana: Isaac y las dudas, traducción de Luis Algorri).[1]
- 2006: El mal francès (Premi Josep Pla; versión castellana: El mal francés, 2009).
- 2014: El año de las mil noches.
- 2015: L'últim mono. (versión castellana: El último mono, 2015).
- 2017: Gramàtica dels noms propis.

## Cuentos en antologías colectivas
- 2002 Amores imposibles  (colectivo, con L. Alas, L.O. Deulofeu, L.G. Martín, E. Mendicutti, V. Molina Foix, L.A. de Villena)
- 2003 Tancat per vacances (colectivo, con Sebastià Alzamora, Lluís Calvo, Miquel de Palol i Muntanyola, Gemma Lienas, Andreu Martín, Isabel Olesti, Eva Piquer y Maria Mercè Roca)
- Tu piel en mi boca. Antología de relatos homoeróticos de Luis Antonio de Villena, Marcelo Soto, Lawrence Schimel, Norberto Luis Romero, Pablo Peinado, Mario Merlino, Eduardo Mendicutti, Antonio Jiménez Ariza, José Infante, Juan P. Herraiz, Francisco J. Gutiérrez, Luis G. Martín, Luis Deulofeu, Moncho Borrajo, Luis Algorri y Leopoldo Alas Mínguez. Madrid: Egales, 2004.
- Lo que no se dice. Antología de relatos inéditos de Luis Antonio de Villena, Eduardo Mendicutti, Luisgé Martín, Lluís Maria Todó, Fernando J. López, Óscar Esquivias, Luis Cremades, Lawrence Schimel, José Luis Serrano, Óscar Hernández Campano y Álvaro Domínguez Rodríguez-Volta. Ilustraciones de Raúl Lázaro. Madrid: Dos Bigotes, 2014.[2]

## Principales traducciones
- 1990 Chrétien de Troyes, Perceval
- 1992 Balzac, La mujer de treinta años
- 1993 Maupassant, La petita Roque i altres relats
- 1994 Flaubert, L’Educació sentimental
- 1995 Nerval, Sylvie
- 1997 Laferrière, Cómo hacer el amor con un negro sin cansarse
- 1998 Kundera, La identidad
- 2000 Zola, Thérèse Raquin
- 2000 Tournier, El espejo de las ideas
- 2000 Verne, Viatge al centre de la terra
- 2001 Maupassant, Vetllant un mort i altres contes
- 2002 Bossuet, Sermons i discursos
- 2004 Prévost, Manon Lescaut
- 2005 Verne, L’illa del tresor
- 2006 Mirbeau, Memoria de Georges el amargado
- 2008 Flaubert, Tres contes
- 2010 Artaud, Vang Gogh suïcidat per la societat
- 2010 Vian, Verconquin y el plancton
- 2010 Mirbeau, El Jardín de los suplicios
- 2011 Maupassant, Una vida
- 2011 Bédier, La historia de Tristan e Isolda
- 2011 Fénéon, Novelas en tres líneas
- 2011 Balzac, Tratado de la vida elegante
- 2012 Simenon, El gat
- 2012 Simenon, El gos groc
- 2012 Molière,Tartuf
- 2014 Flaubert,Madame Bovary
- 2014 Abeille, Los jardines estatuarios

## Premios
- 2006: Premio Josep Pla por El mal francès